# Lijst van termen uit de civiele techniek K-Q
Lijst van termen uit de civiele techniek. Civiele techniek is de toegepaste wetenschap die zich bezighoudt met het realiseren en onderhouden van objecten die vastzitten in de grond. Bijvoorbeeld leidingen, kabels, bruggen, gebouwen, maar ook de studie naar rivieren en kanalen. Bij de realisatie van Civieltechnische objecten wordt dus altijd gekeken naar de omgeving waarin dit object wordt gerealiseerd.
0 - 
A - 
B - 
C - 
D - 
E - 
F - 
G - 
H - 
I - 
J - 
K - 
L - 
M - 
N - 
O - 
P - 
Q - 
R - 
S - 
T - 
U - 
V - 
W - 
X - 
Y - 
Z

## K
| kalenderen             | Bouwkunde, Waterbouwkunde                 |
| kanaal                 | Infrastructuurplanning                    |
| kanalisatie            | Infrastructuurplanning                    |
| kantelbak              | Waterbouwkunde                            |
| kantelbaktrein         | Waterbouwkunde                            |
| kantelbrug             | Waterbouwkunde                            |
| kantelcriterium        | Bouwkunde, Waterbouwkunde                 |
| kanteldijk             | Waterbouwkunde                            |
| kantstrook             | Waterbouwkunde                            |
| karakteristieke waarde | Bouwkunde, Waterbouwkunde                 |
| kavel                  | Bouwkunde, Waterbouwkunde                 |
| keermuur               | Bouwkunde, Waterbouwkunde                 |
| keersluis              | Waterbouwkunde                            |
| kengetallenraming      | Bouwkunde, Waterbouwkunde                 |
| kentering              | Bouwkunde, Waterbouwkunde                 |
| kerfslagproef          | Bouwkunde, Waterbouwkunde                 |
| kesp                   | Bouwkunde, Waterbouwkunde                 |
| kip (ligger)           | Bouwkunde, Waterbouwkunde                 |
| klaverblad             | Infrastructuurplanning                    |
| kleef                  | Geotechnologie                            |
| kleefweerstand         | Geotechnologie                            |
| klei                   | Geotechnologie                            |
| klink                  | Geotechnologie                            |
| kluitcriterium         | Geotechnologie                            |
| knikkracht             | Bouwkunde, Waterbouwkunde                 |
| knooppunt              | Infrastructuurplanning                    |
| kokerliggerbrug        | Waterbouwkunde                            |
| kolk                   | Bouwkunde, Waterbouwkunde                 |
| kolom                  | Bouwkunde, Waterbouwkunde                 |
| koppel                 | Bouwkunde, Waterbouwkunde                 |
| koppelstaaf            | Bouwkunde, Waterbouwkunde                 |
| koppensnellen          | Bouwkunde, Waterbouwkunde                 |
| korreldiameter         | Bouwkunde, Waterbouwkunde, Geotechnologie |
| korrelspanning         | Geotechnologie                            |
| kraanbrug              | Waterbouwkunde                            |
| krachtenveelhoek       | Bouwkunde, Waterbouwkunde                 |
| krammat                | Waterbouwkunde                            |
| kramplaat              | Bouwkunde, Waterbouwkunde                 |
| krib                   | Waterbouwkunde                            |
| krimp                  | Bouwkunde, Waterbouwkunde                 |
| Krimpenerwaardkruising | Infrastructuurplanning                    |
| krimpvoeg              | Bouwkunde, Waterbouwkunde                 |
| kritieke pad           | Bouwkunde, Waterbouwkunde                 |
| kritische stroming     | Waterbouwkunde                            |
| kruin                  | Waterbouwkunde                            |
| kruip                  | Bouwkunde, Waterbouwkunde                 |
| kruipruimte            | Bouwkunde, Waterbouwkunde                 |
| kruipstrook            | Bouwkunde, Waterbouwkunde                 |
| kruisdraden            | Bouwkunde, Waterbouwkunde                 |
| kruising               | Infrastructuurplanning                    |
| kubusdrukproef         | Bouwkunde, Waterbouwkunde                 |
| kubusdruksterkte       | Bouwkunde, Waterbouwkunde                 |
| kunstwerk              | Waterbouwkunde                            |
| kwel                   | Waterbouwkunde                            |
| kwelder                | Waterbouwkunde                            |
| kwelkade               | Waterbouwkunde                            |
| kwelscherm             | Waterbouwkunde                            |
| kwelweglengte          | Waterbouwkunde                            |

## L
| laminaire stroming | Bouwkunde, Waterbouwkunde              |
| landhoofd          | Waterbouwkunde                         |
| landmeetkunde      | Bouwkunde, Waterbouwkunde              |
| latei              | Bouwkunde, Waterbouwkunde              |
| leem               | Geotechnologie                         |
| legering           | Bouwkunde, Waterbouwkunde              |
| lengteprofiel      | Waterbouwkunde                         |
| ligger             | Bouwkunde, Waterbouwkunde              |
| light rail         | Waterbouwkunde, Infrastructuurplanning |
| lijnbedrijf        | Waterbouwkunde                         |
| Lijnlast           | Bouwkunde, Waterbouwkunde              |
| L-muur             | Bouwkunde, Waterbouwkunde              |
| luchtbelvormer     | Bouwkunde, Waterbouwkunde              |
| lump sum           | Bouwkunde, Waterbouwkunde              |
| lutum              | Geotechnologie                         |

## M
| maaiveld                   | Bouwkunde, Waterbouwkunde, Watermanagement        |  |
| maatgevend schip           | Waterbouwkunde                                    |  |
| maatgevende hoogwaterstand | Waterbouwkunde                                    |  |
| Manning-formule            | Waterbouwkunde                                    |  |
| mantelbuis                 | Bouwkunde, Waterbouwkunde                         |  |
| mantelwrijving             | Geotechnologie                                    |  |
| Marshall-proef             | Waterbouwkunde                                    |  |
| mass break bulk schip      | Waterbouwkunde                                    |  |
| massanivellement           | Bouwkunde, Waterbouwkunde                         |  |
| meanderen                  | Waterbouwkunde                                    |  |
| meerpaal                   | Waterbouwkunde                                    |  |
| meerstoel                  | Waterbouwkunde                                    |  |
| meetflens                  | Bouwkunde, Waterbouwkunde                         |  |
| mergel                     | Geotechnologie                                    |  |
| metselwerk                 | Bouwkunde, Waterbouwkunde                         |  |
| microsilica                | Bouwkunde, Waterbouwkunde                         |  |
| microstabiliteit           | Bouwkunde, Waterbouwkunde                         |  |
| middenloop                 | Waterbouwkunde                                    |  |
| milieueffectrapportage     | Bouwkunde, Waterbouwkunde, Infrastructuurplanning |  |
| milieuklasse beton         | Bouwkunde, Waterbouwkunde                         |  |
| mobiele belasting          | Bouwkunde, Waterbouwkunde                         |  |
| mobiliteit                 | Bouwkunde, Waterbouwkunde                         |  |
| modal shift                | Waterbouwkunde                                    |  |
| modal split                | Waterbouwkunde                                    |  |
| mof-spiebuis               | Bouwkunde, Waterbouwkunde                         |  |
| molgoot                    | Bouwkunde, Waterbouwkunde                         |  |
| momentane belasting        | Bouwkunde, Waterbouwkunde                         |  |
| mortel                     | Bouwkunde, Waterbouwkunde                         |  |
| muistroom                  | Waterbouwkunde                                    |  |

## N
| natte straal           | Waterbouwkunde                            |
| natuurlijk talud       | Bouwkunde, Waterbouwkunde, Geotechnologie |
| neer                   | Waterbouwkunde                            |
| neerslag-afvoersysteem | Bouwkunde, Waterbouwkunde                 |
| NIMBY                  | Bouwkunde, Waterbouwkunde                 |
| noodkering             | Waterbouwkunde                            |
| normalisering          | Bouwkunde, Waterbouwkunde                 |
| nota van inlichtingen  | Bouwkunde, Waterbouwkunde                 |

## O
| oculair                   | Bouwkunde, Waterbouwkunde                 |
| oeverbescherming          | Waterbouwkunde                            |
| offshore                  | Waterbouwkunde                            |
| onderaanslag              | Bouwkunde, Waterbouwkunde                 |
| onderbouw                 | Waterbouwkunde                            |
| onderloopsheid            | Waterbouwkunde                            |
| onderlosser               | Waterbouwkunde                            |
| onderwaterbeton           | Bouwkunde, Waterbouwkunde                 |
| ongeroerd                 | Bouwkunde, Waterbouwkunde, Geotechnologie |
| ontwateringsdiepte        | Watermanagement                           |
| ontwerpgolfhoogte         | Waterbouwkunde                            |
| ontwerpsnelheid           | Waterbouwkunde                            |
| opbarsten                 | Bouwkunde, Waterbouwkunde                 |
| opdooi                    | Bouwkunde, Waterbouwkunde                 |
| openwaterberging          | Waterbouwkunde                            |
| ophaalbrug                | Waterbouwkunde                            |
| Opkrulbare brug           | Bouwkunde, Waterbouwkunde                 |
| oplanger                  | Bouwkunde, Waterbouwkunde                 |
| oplegging                 | Bouwkunde, Waterbouwkunde                 |
| oplevering                | Bouwkunde, Waterbouwkunde                 |
| oppervlakbehandeling      | Bouwkunde, Waterbouwkunde                 |
| oppervlakteverdichting    | Bouwkunde, Waterbouwkunde                 |
| oppervlaktewater          | Waterbouwkunde                            |
| opspuiten                 | Bouwkunde, Waterbouwkunde                 |
| opvriezen                 | Bouwkunde, Waterbouwkunde                 |
| Opvouwbare brug           | Waterbouwkunde                            |
| opwaaiing                 | Waterbouwkunde                            |
| orbitaalbeweging          | Waterbouwkunde                            |
| orthotroop                | Bouwkunde, Waterbouwkunde                 |
| overgangsboog             | Waterbouwkunde                            |
| overhoogte                | Bouwkunde, Waterbouwkunde                 |
| overkluizing              | Waterbouwkunde                            |
| overlaat                  | Waterbouwkunde                            |
| overloopverbinding        | Waterbouwkunde                            |
| overschrijdingsfrequentie | Waterbouwkunde                            |
| overstort                 | Waterbouwkunde                            |
| overstortfrequentie       | Waterbouwkunde                            |

## P
| paalfundering                      | Bouwkunde, Waterbouwkunde |
| paalmatras                         | Bouwkunde, Waterbouwkunde |
| paal-plaat fundering               | Bouwkunde, Waterbouwkunde |
| paardenkracht                      | Bouwkunde, Waterbouwkunde |
| palenwand                          | Bouwkunde, Waterbouwkunde |
| peilbuis                           | Bouwkunde, Waterbouwkunde |
| pendelstaaf                        | Bouwkunde, Waterbouwkunde |
| permanente belasting               | Bouwkunde, Waterbouwkunde |
| permeabiliteit                     | Bouwkunde, Waterbouwkunde |
| perskade                           | Waterbouwkunde            |
| persleiding                        | Waterbouwkunde            |
| personenauto-equivalent            | Waterbouwkunde            |
| piezometrisch niveau               | Bouwkunde, Waterbouwkunde |
| pijler                             | Bouwkunde, Waterbouwkunde |
| piping                             | Waterbouwkunde            |
| pitotbuis                          | Waterbouwkunde            |
| plaat                              | Bouwkunde, Waterbouwkunde |
| plaatbelastingsproef               | Bouwkunde, Waterbouwkunde |
| plaatbrug                          | Waterbouwkunde            |
| plaatliggerbrug                    | Waterbouwkunde            |
| planimeter                         | Bouwkunde, Waterbouwkunde |
| plasticiteitsindex                 | Bouwkunde, Waterbouwkunde |
| plastisch scharnier                | Bouwkunde, Waterbouwkunde |
| plastische vervorming              | Bouwkunde, Waterbouwkunde |
| plooi                              | Bouwkunde, Waterbouwkunde |
| pneumatisch funderen               | Bouwkunde, Waterbouwkunde |
| poer                               | Bouwkunde, Waterbouwkunde |
| polder                             | Waterbouwkunde            |
| polderdistrict                     | Waterbouwkunde            |
| polderpeil                         | Waterbouwkunde            |
| pomp                               | Waterbouwkunde            |
| pons                               | Bouwkunde, Waterbouwkunde |
| ponton                             | Waterbouwkunde            |
| pontbrug                           | Waterbouwkunde            |
| poriëngetal                        | Geotechnologie            |
| porositeit                         | Bouwkunde, Waterbouwkunde |
| Portlandcement                     | Bouwkunde, Waterbouwkunde |
| potentiaal                         | Bouwkunde, Waterbouwkunde |
| Publiek-private samenwerking (PPS) | Bouwkunde, Waterbouwkunde |
| prefab                             | Bouwkunde, Waterbouwkunde |
| primaire waterkering               | Waterbouwkunde            |
| probabilistisch ontwerpen          | Bouwkunde, Waterbouwkunde |
| Proctorproef                       | Waterbouwkunde            |
| profiel van vrije ruimte           | Waterbouwkunde            |
| profiel                            | Bouwkunde, Waterbouwkunde |
| prop                               | Bouwkunde, Waterbouwkunde |
| pulsboring                         | Bouwkunde, Waterbouwkunde |
| puntlast                           | Bouwkunde, Waterbouwkunde |
| puntsbepaling                      | Bouwkunde, Waterbouwkunde |
| puttenfundering                    | Bouwkunde, Waterbouwkunde |
| puzzolaan                          | Bouwkunde, Waterbouwkunde |
| pyloon                             | Bouwkunde, Waterbouwkunde |

## Q
| Quatre Bras kruising | Waterbouwkunde |